# Cuba nos Jogos Olímpicos de Verão de 2000
Cuba participou dos Jogos Olímpicos de Verão de 2000 em Sydney, Austrália.
Conquistou um total de 29 medalhas, sendo 11 de ouro, 11 de prata e 7 de bronze, terminando no 9º lugar no quadro geral de medalhas, sendo o melhor colocado entre os países latino-americanos.

## Medalhas
| Nome | Esporte   | Competição                        |
| --- | --------- | --------------------------------- |
| Ouro |           |                                   |
| Anier García | Atletismo | 110m com barreiras (M)            |
| Iván Pedroso | Atletismo | Salto em distância (M)            |
| Guillermo Rigondeaux | Boxe      | Peso galo (M)                     |
| Mario Kindelán | Boxe      | Peso leve (M)                     |
| Jorge Gutiérrez | Boxe      | Peso médio (M)                    |
| Félix Savón | Boxe      | Peso pesado (M)                   |
| Legna Verdecia | Judô      | Até 52 kg (F)                     |
| Sibelis Veranes | Judô      | Até 70 kg (F)                     |
| Angel Valodia Matos Fuentes | Taekwondo | 80 kg (M)                         |
| Yumilka Ruiz, Marlenis Costa, Mireya Luis, Lilia Izquierdo, Idalmis Gato, Regla Bell, Regla Torres, Taismari Agüero, Ana Fernández, Mirka Francia, Marta Sánchez e Zoila Barros | Voleibol  | Equipe (F)                        |
| Feliberto Ascuy | Lutas     | Greco-romana entre 63 e 69 kg (M) |
| Prata |           |                                   |
| Javier Sotomayor | Atletismo | Salto em altura (M)               |
| Yoel García | Atletismo | Salto triplo (M)                  |
| Omar Ajete, Yovany Aragón, Miguel Caldés, Danel Castro, José Contreras, Yobal Dueñas, Yasser Gómez, José Ibar, Orestes Kindelán, Pedro Luis Lazo, Omar Linares, Oscar Macías, Juan Manrique, Javier Méndez, Rolando Meriño, Germán Mesa, Antonio Pacheco, Ariel Pestano, Gabriel Pierre, Maels Rodríguez, Antonio Scull, Luis Ulacia, Lázaro Valle e Norge Luis Vera | Beisebol  | Equipe (M)                        |
| Ledys Frank Balceiro | Canoagem  | C-1 1000 metros (M)               |
| Ibrahim Rojas e Leobaldo Pereira | Canoagem  | C-2 1000 metros (M)               |
| Driulis González | Judô      | Até 57 kg (F)                     |
| Daima Beltrán | Judô      | Mais de 78 kg (F)                 |
| Urbia Melendez Rodriguez | Taekwondo | 49 kg (F)                         |
| Yoel Romero | Lutas     | Luta livre entre 76 e 85 kg (M)   |
| Lázaro Rivas Scull | Lutas     | Greco-romana entre 48 e 54 kg (M) |
| Juan Marén Delis | Lutas     | Greco-romana entre 58 e 63 kg (M) |
| Bronze |           |                                   |
| Luis Alberto Pérez-Rionda, Iván García, Freddy Mayola e José Ángel César | Atletismo | Revezamento 4x100m (M)            |
| Osleidys Menéndez | Atletismo | Lançamento de dardo (F)           |
| Maikro Romero | Boxe      | Peso mosca-ligeiro (M)            |
| Diógenes Luna | Boxe      | Peso meio-médio-ligeiro (M)       |
| Nelson Loyola Torriente, Candido Alberto Maya, Carlos Pedroso Curiel e Ivan Trevejo Pérez | Esgrima   | Espada por equipe (M)             |
| Manolo Poulot | Judô      | Até 60 kg (M)                     |
| Alexis Rodríguez | Lutas     | Luta livre entre 97 e 130 kg (M)  |